# Euripidész

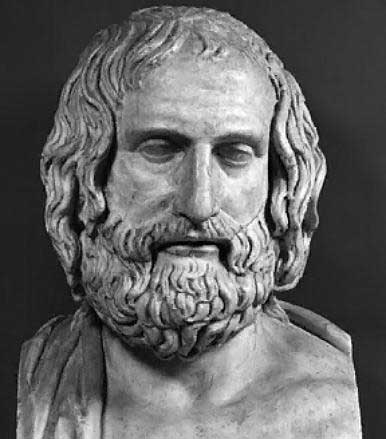
Еuripidész arcképe

Euripidész (Szalamisz szigete, i. e. 480 – Arethusza?, i. e. 406) görög tragédiaköltő, Aiszkhülosz és Szophoklész mellett a három nagy görög tragédiaköltő egyike.

## Élete

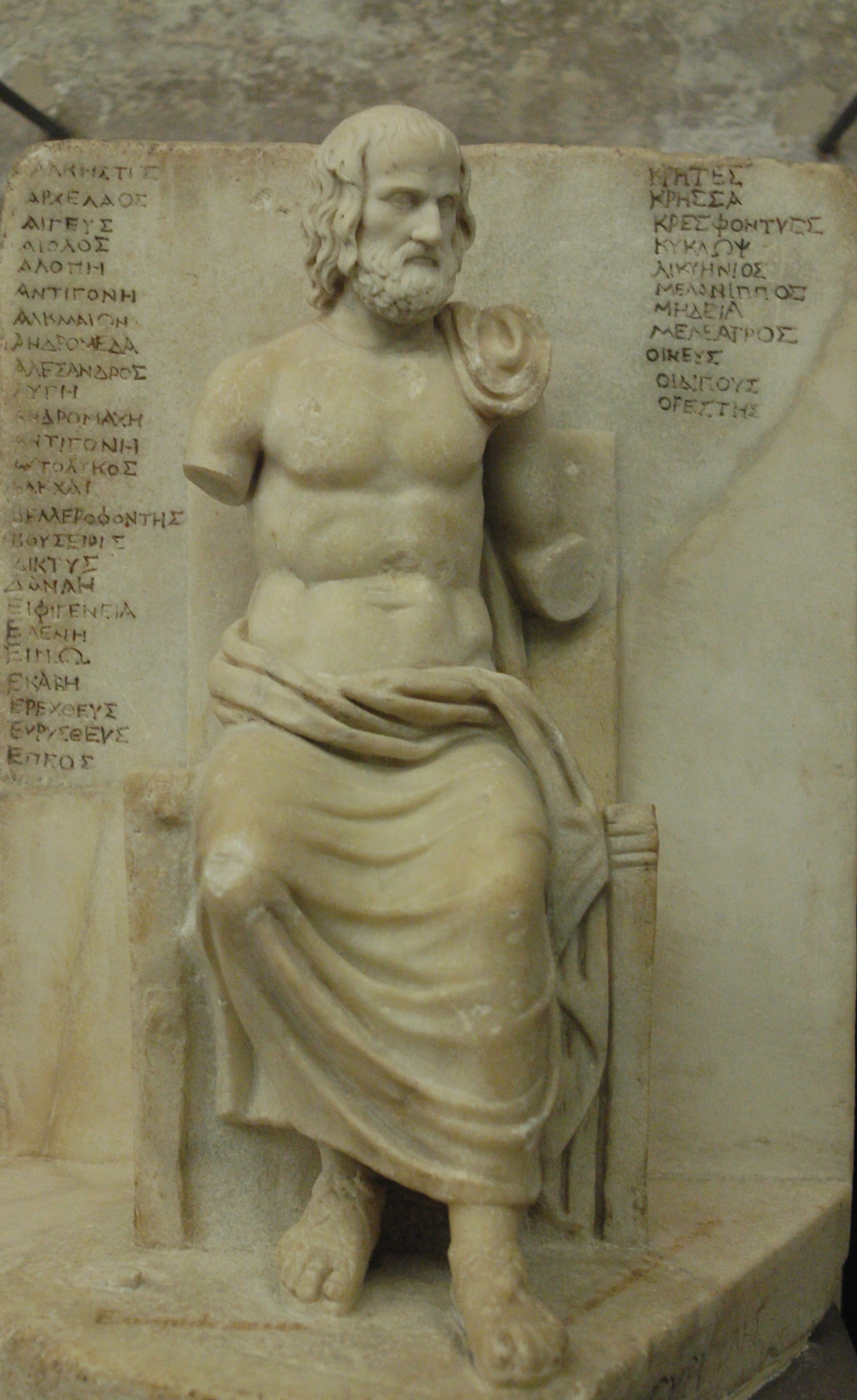
Euripidész szobra

Szalamisz szigetén született i. e. 480. szeptember 23-án, a szalamiszi ütközet napján. Apját Mneszarkhosznak hívták és állítólag szatócs volt, anyja neve Klito, zöldség és gyógynövény árusítással foglalkozott. Más források szerint apjának jómódú embernek kellett lennie, különben nem engedhette volna meg magának, hogy fiának előkelő nevelést biztosítson. Az apjának egy jós azt jósolta, hogy fiát „játékokon szerzett koszorúkkal” látja, így az apja Euripidészt atlétikára taníttatta. Később festészetet is tanult.
I. e. 455-ben Euripidész részt vett egy drámai versenyen, ahol a harmadik helyezést érte el. Életének további részéről kevés adat maradt fenn, mivel kortársaitól és pályatársaitól eltérően nem vállalt közéleti szerepet, sem állami megbízást. Visszavonultan, az emberektől elzárkózva élt, többnyire írással és könyvgyűjtéssel foglalkozott. Ugyanakkor korának emelkedett gondolkodóival fenntartotta a kapcsolatot, sokat tanult olyan jelentős szofistáktól, mint Prótagorasz vagy Prodikosz. A szofisták tanítása tükröződik Euripidész azon műveiben amelyek a természettel, vagy a nomosszal (törvényekkel) foglalkoztak. Ezekben a művekben a szofistákra jellemző szónoki monológokat találunk. Más műveiben, főként a homéroszi-hésziodoszi valláskritikában és a lélekről alkotott elméleteiben, Anaxagorasz bölcseletének hatása érezhető.
Euripidész két feleséget tartott. Első feleségét Choerillának hívták és három gyereket szült neki. Második feleségét Melittónak hívták.
Arisztophanész, a „komédia atyja” nem tartotta sokra Euripidészt, többnyire bírálta műveiben. Ennek ellenére Euripidész alkotásaival ötször nyert első díjat a drámaköltők versenyén, először i. e. 422-ben. Halála után, a makedóniai emigrációban írt Bacchánsnők című műve, a fia előadásában, ugyancsak első díjat nyert.
Egy vadászatra készülő tömeg zajára lett figyelmes. Kilépett a házából, amikor két kutya ráugrott. Koponyatörést szenvedett és meghalt.  

## Munkássága
Euripidész színdarabjainak tragikus hőseit emberi vagy isteni erők hajszolják bukásba, harcukat azonban önmagukban kell megvívniuk főként az érzelem-értelem terén. Alkotásai színpadi bemutatásán előszeretettel alkalmazta a színpad technikai lehetőségeit: a deus ex machinát.
Euripidész drámaírói munkásságának első másfél évtizedéről nem tudunk semmit. Időrendben első, legrégebbi fennmaradt műve az i. e. 438-ban bemutatott Alkésztisz című dráma, melyet egy tetralógia utolsó részeként, szatírjátékként mutatták be. Ebben a műben Euripidész két ismert motívumot olvasztott össze: az önfeláldozó asszony és a halálon is diadalmaskodó hős történetét. Második fennmaradt műve, a hét esztendővel később keletkezett Médeia, mellyel a költő csak a harmadik díjat nyerte el a drámaírók versenyén, az emberi egoizmust és képmutatást igyekszik leleplezni. Egy másik művében, a Hippolütoszban a lélek szenvedélyeinek lángjában felemésztődött szerelmes pár tragédiáját írta le. A jellegzetes vészjósló istenmonológgal (Aphrodité) kezdődő dráma i. e. 428-ban került az athéni közönség elé.
A deus ex machina alkalmazása arra enged következtetni, hogy Euripidész hitt az emberi sorsot befolyásoló és irányító isteni erőkben. Az emberi sors tragikumát főként abban vélte felfedezni, hogy az embernek egész életében reménytelenül kell küzdenie, viaskodnia. Az istenek pedig csak akkor szolgáltatnak igazságot, amikor már menthetetlen az ártatlanul pusztuló ember.
Euripidész drámáiban nagy gonddal végzi hősei lelkének feltárását. A lelki folyamatok érdeklődésének középpontjában álltak, még a mitikus hősökben is az emberit kutatta, azokat a vágyakat, amelyek a boldogság reményét adták, de végül csak tragédiába és bűnbe sodortak.

## Művei
- Alkésztisz (438-ból): tárgya Alkésztisz hűséges szerelme – annyira szerette férjét, hogy saját életét áldozza fel, hogy férjét megmentse. Végül Héraklész megmenti.
- Medeia (432-ből): Seneca, Corneille és Grillparzer megpróbálták utánozni, kevés sikerrel.
- Heraklidák: Héraklész fiainak sorsáról szól
- Hippolütosz: (428-ból): Seneca és Jean Racine próbálták feldolgozni.
- Andromakhé: Hektor feleségének szomorú sorsáról szól (cselszövés áldozata)
- Hekabé: Priamosz felesége, aki szörnyű bosszút állt fia gyilkosán, Polümesztór trák királyon.
- Az esdeklők (vagy Oltalomkeresők) (Hiketides): a Théba alatt eleső hősök anyáinak Thészeusz megengedi, hogy halottaikat eltemethessék.
- Az őrjöngő Héraklész (424-ből): miután a hős megmenti feleségét és gyermekeit Lükosztól, a nagyzási hóborttól elvakítva ő maga nyilazza halálra szeretteit. Kijózanodása után öngyilkosságot akar elkövetni, de barátja, Thészeusz visszatartja, és magával viszi Athénba.
- Ión: ennek a romantikus drámának a tárgyát Schlegel is feldolgozta.
- Trójai nők (415-ből): képsorozat Trója feldúlásáról.
- Elektra: a bosszú valósághű képe, ugyanakkor az aiszkhüloszi és szophoklészi darabok átalakítása.
- Heléna (412-ből): Parisz itt nem az igazi Helénát rabolta el. Az igazi Egyiptomba kerül, ahol Theoklümenésztől hajótörött férje, Meneláosz menti meg.
- Iphigenia a tauruszok között: cselekménye jól ismert Goethe Nachdichtungjából.
- Phoinikiai (föníciai) nők: Eteoklész és Polüneikész trónviszályát tárgyalja, és az Antigoné karján világgá induló vak Oidipusz képével végződik.
- Oresztész (408-ból): a halálra ítélt Oresztész szörnyű bosszúja, amelyet Meneláoszon és háza népén töltött ki.
- Iphigenia Auliszban (406-ból): ez a mű Makedóniában készült, de csak Euripidész halála után került elő. Tárgyát Jean Racine dolgozta fel.
- Bacchánsnők: Pentheusz thébai király sorsa, akit anyja, Agaué vezetésével a Dionüszosz hatása alatt álló bacchánsnők oroszlánnak látnak és széttépnek. Az isten így állt bosszút azért, mert Pentheusz megtagadta őt. Goethe szerint ez Euripidész legjobb műve.
- Küklopsz: szatírajáték, a Polüphémosz-kaland dramatizálása az Odüsszeia alapján.

## Magyar fordításban

### 1944-ig
- Fedra és Hyppolitus. Szomorú játék; ford. Zechenter Antal; Landerer, Pozsony, 1775
- Ödipusz, a király. Szophoklesz színműve / Iphigeneia Auliszban. Euripidesz színműve; ford. Guzmics Izidór; Egyetem betűi, Buda, 1840 (Hellen classicusok magyar fordításokban)
- Euripides válogatott színművei; ford. Szabó Károly; s.n., Pest, 1849 (Hellen könyvtár)
- A Kyklops. Satyrdráma; ford. Csiky Gergely; Kisfaludy-Társaság, Bp., 1890
- Ifigeneja Auliszban; ford., bev., jegyz. Radó Antal; Lampel, Bp., 1892
- Iphigenia Taurisban; ford., jegyz. Kempf József; Franklin, Bp., 1895 (Jeles írók iskolai tára)
- Herakles / Euripides; ford. Latkóczy Mihály, görög szöveggond., bev. jegyz. Csengery János; Franklin, Bp., 1909 (Görög és latin remekírók)
- Iphigenia Taurisban; ford., jegyz. Kempf József; 2. jav. kiad.; Franklin, Bp., 1909 (Jeles írók iskolai tára)
- A phoeniciai nők. Tragédia; ford. Szentirmay Gyula, előszó, bev. Szentirmay Gizella; Győző, Bp., 1910
- Phoinikiai nők / Medeia; szöveggond. Medeia G. Murray, ford., bev., jegyz. Csengery János; Franklin, Bp., 1911 (Görög és latin remekírók)
- Euripides drámái, 1-3.; ford., bev., jegyz. Csengery János; Akadémia, Bp., 1911–1919 (A Magyar Tudományos Akadémia Könyvkiadóvállalata U. F.)
- Euripides elveszett drámáinak töredékei; ford., jegyz. Csengery János; Egyetemi Ny., Bp., 1926 (Görög és latin remekírók)

### 1945 után
- Iphigeneia Auliszban. Tragédia; ford., utószó Devecseri Gábor, jegyz. Falus Róbert; Magyar Helikon, Bp., 1960
- Iphigeneia a taurosok között. Tragédia; ford., bev. Devecseri Gábor; Akadémiai, Bp., 1961 (Az Ókortudományi Társaság kiadványai)
- Euripidész válogatott drámái; vál., utószó Falus Róbert, ford. Devecseri Gábor et al., jegyz. Szepessy Tibor; Magyar Helikon, Bp., 1961
- Tíz tragédia; ford. Devecseri Gábor et al., bev. Trencsényi-Waldapfel Imre, jegyz. Szepessy Tibor; Európa, Bp., 1964 (A világirodalom klasszikusai)
- Élektra; ford. Devecseri Gábor, utószó Szabó György; Irodalmi, Bukarest, 1967
- Bakkhánsnők. Tragédia; ford., utószó, jegyz. Devecseri Gábor; Magyar Helikon–Európa, Bp., 1968
- Médeia. Tragédia; rend. Koós Olga; Szigligeti Színház–Verseghy Ferenc Megyei Könyvtár, Szolnok, 1983 (A Szigligeti Színház műhelye)
- Euripidész összes drámái; ford. Devecseri Gábor et al., utószó Ritoók Zsigmond; Európa, Bp., 1984 (A világirodalom klasszikusai)
- Oresztész; ford. Karsai György, Térey János; Nemzeti Színház, Bp., 2008 (Nemzeti Színház színműtár)

## Szakirodalom
- Falus Róbert: Apollón lantja. A görög-római irodalom kistükre. Móra Ferenc Könyvkiadó, Bp. 1982.